# RAB20
RAB20 (англ. RAB20, member RAS oncogene family) – білок, який кодується однойменним геном, розташованим у людей на 13-й хромосомі. Довжина поліпептидного ланцюга білка становить 234 амінокислот, а молекулярна маса — 26 277.
| 10         |  | 20         |  | 30         |  | 40         |  | 50         |
| ---------- |  | ---------- |  | ---------- |  | ---------- |  | ---------- |
| MRKPDSKIVL |  | LGDMNVGKTS |  | LLQRYMERRF |  | PDTVSTVGGA |  | FYLKQWRSYN |
| ISIWDTAGRE |  | QFHGLGSMYC |  | RGAAAIILTY |  | DVNHRQSLVE |  | LEDRFLGLTD |
| TASKDCLFAI |  | VGNKVDLTEE |  | GALAGQEKEE |  | CSPNMDAGDR |  | VSPRAPKQVQ |
| LEDAVALYKK |  | ILKYKMLDEQ |  | DVPAAEQMCF |  | ETSAKTGYNV |  | DLLFETLFDL |
| VVPMILQQRA |  | ERPSHTVDIS |  | SHKPPKRTRS |  | GCCA       |  |            |

A: Аланін

C: Цистеїн

D: Аспарагінова кислота

E: Глутамінова кислота

F: Фенілаланін

G: Гліцин

H: Гістидин

I: Ізолейцин

K: Лізин

L: Лейцин

M: Метіонін

N: Аспарагін

P: Пролін

Q: Глутамін

R: Аргінін

S: Серин

T: Треонін

V: Валін

W: Триптофан

Кодований геном білок за функцією належить до ліпопротеїнів. 
Задіяний у таких біологічних процесах, як транспорт, транспорт білків. 
Білок має сайт для зв'язування з нуклеотидами, ГТФ. 
Локалізований у мембрані, цитоплазматичних везикулах, апараті гольджі.